# Amid Faljaoui
Amid Faljaoui est directeur des magazines Le Vif/L'Express et Trends-Tendances. Il est également intervenant extérieur en maîtrise à la Solvay Business School (ULB), administrateur de l'UCM et membre de la Fondation universitaire.
Bien que n’étant pas « journaliste professionnel » (non titulaire d’une carte de presse), Amid Faljaoui est actif depuis de très nombreuses années dans le milieu du journalisme économique belge. 
Il y exerce des fonctions de direction :
·       directeur des magazines francophones (Trends-Tendance et Le Vif) du groupe de presse belge Roularta
·       rédacteur en chef de la chaine de télévision économique Canal Z
·       rédacteur en chef du magazine économique Trends-Tendance
Mais aussi des fonctions journalistiques de chroniqueur : 
·       au magazine économique belge Trends-Tendance https://trends.levif.be/a/amid-faljaoui/
·       à la Radio-Télévision Belge Francophone (RTBF) https://auvio.rtbf.be/emission/chronique-economique-m3-5989
Il est par ailleurs depuis 2017, Directeur général du Cercle de Wallonie (premier cercle d’affaires de Wallonie, fondé à Namur en 2004 - https://www.cercledewallonie.com/blog/actualite-1/amid-faljaoui-nouveau-boss-du-cercle-de-wallonie-25).
En 2022, sur plainte de l’Association professionnelle des journalistes, le Conseil de déontologie journalistique (CDJ) a eu l’occasion de se prononcer sur les questions de déontologie journalistique soulevées par la participation (rémunérée) d’Amid Faljoaui à des vidéos qualifiées de « communication publicitaire », diffusées par la banque Degroof Petercam. Dans son avis n° 20-07 du 18 mai 2022 , le CDJ a estimé que « rien ne permet dans ce dossier de conclure à l’existence d’un conflit d’intérêts (ou d’une apparence de conflit d’intérêts) ou d’absence d’indépendance (et/ou d’atteinte à l’image d’indépendance) du journaliste». Il en conclut dès lors que «les art. 11 (indépendance) et 12 (conflit d’intérêts) du Code de déontologie n’ont pas été enfreints. Le seul grief admis par le CDJ est une  « confusion » entre « journalisme » et « publicité », au seul motif que le capsules d’interviews enregistrées sont qualifiées par la Banque Degroof–Petercam de « communication publicitaire».  Aucun reproche n’est formulé quant au contenu même des capsules.